# Ho-1
Ho-1 — японская 20-миллиметровая авиационная автоматическая пушка периода Второй мировой войны. Представляла собой противотанковое ружьё «Тип 97», приспособленное для установки в оборонительных огневых точках бомбардировщиков. Боепитание пушки осуществлялось из отъёмных коробчатых магазинов на 15 выстрелов. Скорострельность — 400 выстрелов в минуту. Дальность стрельбы — 900 метров.

## Варианты
- Ho-3 — вариант пушки для установки в крыльях[1]. Боепитание осуществлялось из двойного барабана на 50 выстрелов.